# Scapania paraphyllia
Scapania paraphyllia är en bladmossart som beskrevs av T.Cao, C.Gao, J.Sun et B.R.Zuo. Scapania paraphyllia ingår i släktet skapanior, och familjen Scapaniaceae. Inga underarter finns listade i Catalogue of Life.